# That Kind of Woman
That Kind of Woman is een Amerikaanse dramafilm uit 1959 onder regie van Sidney Lumet. In Nederland werd de film destijds uitgebracht onder de titel Maîtresse.

## Verhaal
In 1944 reizen Kay en Jane per nachttrein naar New York. Ze worden daarbij vergezeld door Harry. Kay is de maîtresse van een rijke zakenman. Ze gaan hem ontmoeten om een rijke generaal te vermaken. Red is een jonge parachutist met verlof. Hij ontmoet Kay in de taxi van de club, terwijl zijn vriend Kelly een oogje heeft op Jane. Kay is bang dat ze Red nooit meer terug zal zien, maar Jane geeft Kelly hun adres in New York.

## Rolverdeling
| Acteur          | Personage    |
| --------------- | ------------ |
| Sophia Loren    | Kay          |
| Tab Hunter      | Red          |
| Jack Warden     | George Kelly |
| Barbara Nichols | Jane         |
| Keenan Wynn     | Harry Corwin |
| George Sanders  | A.L.         |